# تارشيزيو بورغنيتش
تارسيزيو روغنيتش، من مواليد 25 أبريل 1939، لاعب كرة قدم إيطالي سابق، ومدرب كرة قدم إيطالي سابق.
لعب مع منتخب إيطاليا لكرة القدم.

## روابط خارجية
- تارشيزيو بورغنيتش على موقع الاتحاد الدولي (مؤرشف)  (الإنجليزية)
- تارشيزيو بورغنيتش على موقع الاتحاد الأوربي (الإنجليزية)
- تارشيزيو بورغنيتش على موقع قاعدة بيانات كرة القدم.إي يو (الإنجليزية)
- تارشيزيو بورغنيتش على موقع ناشيونال فوتبول تيمز (الإنجليزية)
- تارشيزيو بورغنيتش على موقع عالم كرة القدم.نت (الإنجليزية)
- تارشيزيو بورغنيتش على موقع أوليمبيديا (الإنجليزية)